# Mari Sandoz
Mari Sandoz (11 de maio de 1896 – 10 de março de 1966) foi uma escritora, historiadora e professora norte-americana, famosa por seus estudos e obras sobre o Velho Oeste, especificamente histórias dos nativos americanos, pioneiros e colonos da fronteira dos Grandes Planícies. Uns de seus trabalhos mais bem sucedidos foram Old Jules (1935), um livro que fala sobre a vida do seu pai, e os dois livros sobre o mundos dos índios norte-americanos Crazy Horse (1942) e Cheyenne Autumn (1953).